# Tamotsu Asakura
Tamotsu Asakura var en japansk fotbollsspelare.